# Gatas... Sa dibdib ng kaaway
Gatas... Sa dibdib ng kaaway é um filme de drama filipino de 2001 dirigido e escrito por Gil Portes. Foi selecionado como representante das Filipinas à edição do Oscar 2002, organizada pela Academia de Artes e Ciências Cinematográficas.

## Elenco
- Mylene Dizon - Pilar
- Jomari Yllana - Diego
- Kenji Motoki - General Hiroshi
- Ynez Veneracion - Soledad